# Port lotniczy La Palma
Port lotniczy La Palma – port lotniczy położony 8 km na południe od Santa Cruz de La Palma, na wyspie La Palma, w archipelagu Wyspy Kanaryjskie, w Hiszpanii.

## Linie lotnicze i połączenia
| Linia Lotnicza      | Kierunek                                                                                        |
| ------------------- | ----------------------------------------------------------------------------------------------- |
| Binter Canarias     | 1. Gran Canaria 2. Teneryfa-Północ 3. Teneryfa-Południe Sezonowo: 1. Fuerteventura 2. Lanzarote |
| Canaryfly           | 1. Gran Canaria 2. Teneryfa-Północ                                                              |
| Condor              | 1. Düsseldorf 2. Frankfurt 3. Hamburg 4. Monachium                                              |
| EasyJet             | Sezonowo: 1. Berlin (od 8 listopada 2023)                                                       |
| Edelweiss Air       | Sezonowo: 1. Zurych                                                                             |
| Eurowings           | Sezonowo: 1. Düsseldorf 2. Hamburg 3. Stuttgart                                                 |
| Eurowings Discover  | Sezonowo: 1. Frankfurt (od 4 listopada 2023)                                                    |
| Iberia              | 1. Madryt Sezonowo: 1. Malaga 2. Santiago de Compostela                                         |
| Luxair              | Sezonowo: 1. Luksemburg                                                                         |
| Marabu              | 1. Monachium                                                                                    |
| Smartwings          | Sezonowo: 1. Praga (od 4 czerwca 2024)                                                          |
| Transavia.com       | 1. Amsterdam                                                                                    |
| TUI Airways         | 1. Londyn-Gatwick Sezonowo: 1. Manchester                                                       |
| TUI fly Netherlands | Sezonowo: 1. Amsterdam 2. Eindhoven                                                             |
| Vueling Airlines    | 1. Barcelona Sezonowo: 1. Bilbao                                                                |